# Aglauropsis agassizi
Aglauropsis agassizi är en nässeldjursart som beskrevs av Müller 1865. Aglauropsis agassizi ingår i släktet Aglauropsis och familjen Olindiasidae. Inga underarter finns listade i Catalogue of Life.